# Gaeltacht permanent nord-americana
Gaeltacht Bhaile na hÉireann o Gaeltacht permanent nord-americana (Gaeltacht Bhuan Mheiriceá Thuaidh) és una zona designada de parla gaèlic irlandès a la vila de Tamworth, Ontario, al llarg del riu Salmon River. La vila més propera és Erinsville (Ontario). A diferència d'Irlanda, on el term "Gaeltacht" es refereix a una àrea on l'irlandès és la llengua tradicional, la Gaeltacht permanent nord-americana no té residents parlants nadius. El nom es refereix en canvi a un lloc regular de trobada per a parlants d'irlandès d'Amèrica o de qualsevol lloc.
Erinsville mateixa fou poblada per irlandesos i els seus cinc primers alcaldes també foren irlandesos. És a partir d'aquesta àrea que la Gaeltacht rep el sue nom oficial de "Gaeltacht Bhaile na hÉireann" o "Erinsville/Town of Ireland Gaeltacht".
Aquesta zona es caracteritza principalment pel fet que és la primera i única oficialment sancionada Gaeltacht (o "zona de parla irlandesa") que existeix fora d'Irlanda. El suport oficial per a aquesta Gaeltacht es va demostrar durant la cerimònia d'inauguració, que va comptar amb la presència de l'ambaixador d'Irlanda al Canadà, Declan Kelly, endemés de Helen Gannon del Comhaltas Ceoltóirí Éireann. Una declaració oficial respecte a aquest lloc també fou feta pel cap del Departament de Comunitat, Igualtat i Afers Gaeltacht, Éamon Ó Cuív. El 29 de maig de 2007 declarà: "M'agradaria felicitar al poble canadenc per establir una Gaeltacht al Canadà, la primera fora d'Irlanda. Desitjo molt èxit en el seu treball i espero que creixerà i es desenvoluparà."> També va rebre d'Ó Cuív d'una subvenció de 20.000 € (28.835 C$) per a la formació de professors.
Actualment el lloc ofereix classes d'irlandès en sistema d'immersió lingüística (aquí i a Erinsville) això com Ceilidhs i càmping (generalment l'agost). Amb el temps els organitzadors planegen construir cabanes per albergar fins a 100 persones, així com sales de classes i un museu. Les classes es duran a terme en l'estil de les classes d'immersió Oideas Gael de la Gaeltacht de Donegal de Gleann Cholm Cille.
Aquesta gaeltacht ha aparegut en les notícies principalment pel fet que és la primera que s'estableix fora d'Irlanda, i n'ha tant els irlandesos de TG4 com els britànics BBC. L'organitzador Aralt Mac Giolla Chainnigh, quan parlava amb la BBC, va declarar que encara que els parlants d'irlandès són tots de llocs molt diferents (Canadà, Irlanda, Estats Units), aquest lloc és un en el que tots poden reunir-se: "És un lloc on poden anar quan volen recarregar llurs bateries culturals i, sobretot, per tornar a contactar amb la llengua".
L'objectiu és restaurar i mantenir l'idioma per tenir un lloc en el qual els parlants poden fer connexions amb altres, aprendre i practicar l'irlandès durant molts anys.